# Pierre-Narcisse Guérin
Báró Pierre-Narcisse Guérin (Párizs, 1774. május 13. – Róma, 1833. július 16.) neoklasszikus francia festő.

## Élete
Nemzedékének egyik vezető neoklasszikus művésze. Már fiatalon is arra ösztönözték szülei, hogy fontolóra vegye a művészi pályát. Hugues Taraval és Nicolas-Guy Brenet tanítványa volt, később Jean-Baptiste Regnaultnál tanult. Először 1793-ban nevezett a Prix de Rome versenyére, majd 1797-ben nyerte el a díjat „Az uticai Cato halála” című festményével. Napóleon olaszországi hadjárata miatt nem tudott azonnal Rómába indulni, Guérin végül 1804-ben megérkezett a Francia Akadémiára, és ott maradt két évig. 1795-től történelmi festményeket, műfaji jeleneteket és mitológiai témákat küldött a Szalonokba, hírnevét pedig karrierje elején a Marcus Sextus visszatér festménye alapozta meg, amelyet 1799-ben nagy sikerrel kiállítottak, és végül Lucien Bonaparte szerzett meg.
Festményeinek majdnem kizárólag klasszikus tárgyúak voltak, azaz témái visszanyúltak az ókori görög és római kultúrához. Áldozat Aesculap szobra előtt (Gessner egy idillje nyomán, Párizs, Louvre) című festményével vált ismeretté. Majd ezt követték: Uticai Cato halála (1797); Marcus Sextus hazatérése (1799); Hippolit és Phaedra (1802); Napóleon megbocsát a kairói fölkelőknek, amelyben furcsa ellentétben áll a modern történeti tárgy a legszigorúbb klasszikus formákkal; Andromache és Pyrrhos (1810); Aeneas elbeszéli kalandjait Didónak (1813); Klymnaestra Agamemnon meggyilkolására készül (1817). 1822-ben a római francia akadémia igazgatója lett.
Guérinre különösen Jean Racine drámái voltak hatással, és festett kompozíciói gyakran a színházi megközelítést tükrözik. 1813-ban az École des Beaux-Arts professzorává nevezték ki, és nagy tekintélyű és sikeres tanár lett. 1816-ban a római Francia Akadémia igazgatói posztját ajánlották fel, Guérin visszautasította azzal az indokkal, hogy királyi portrémegbízásai megkövetelték, hogy Párizsban maradjon. Amikor 1822-ben megismételték az ajánlatot, elfogadta, és a Rómában eltöltött hat év alatt viszonylag kevés alkotást festett. Amikor 1829-ben visszatért Franciaországba, X. Károly báróvá nevezte ki, de hanyatló egészségi állapota miatt visszatért Rómába, ahol 1833-as érkezése után nem sokkal meghalt. A La Trinité dei Monti templomban temették el Claude Lorrain mellé. Hagyatéka azonban megmaradt művein és tanítványain keresztül.

## Tanítványai
Több neves tanítványa is volt, többek között  Eugène Delacroix, Théodore Géricault, Ary Scheffer, Victor Orsel és Paul Delaroche.